# Cubatyphlops anousius
Cubatyphlops anousius — вид змій родини сліпунів (Typhlopidae). Ендемік Куби.

## Поширення і екологія
Cubatyphlops anousius відомі з типової місцевості, розташованої в ущелині на південному сході Куби, в провінції Гуантанамо. Вони живуть в сухих прибережних лісах, на висоті до 25 м над рівнем моря.